# Kay Hagan
Janet Kay Ruthven Hagan (nacida Janet Kay Ruthven, Shelby, Carolina del Norte, 26 de mayo de 1953-Greensboro, Carolina del Norte, 28 de octubre de 2019) fue una senadora al Congreso de Estados Unidos representante del estado de Carolina del Norte desde enero de 2009 hasta enero de 2015.

## Carrera política
Previamente había servido en el Senado de Carolina del Norte desde 1999 hasta 2009. Fue miembro del partido demócrata, y se la consideraba una demócrata moderada que representaba a un estado republicano.
Se convirtió en la primera mujer en derrotar a una senadora electa, cuando en las elecciones de 2008 para el Senado de Estados Unidos, fue elegida sobre la republicana Elizabeth Dole.
En 2016 se le diagnosticó el Virus Powassan (POWV), una enfermedad neuroinvasora mortal que causa graves daños neurológicos a largo plazo, conocida como encefalitis.